# Myospila pudica
Myospila pudica este o specie de muște din genul Myospila, familia Muscidae. A fost descrisă pentru prima dată de Stein în anul 1915. Conform Catalogue of Life specia Myospila pudica nu are subspecii cunoscute.